# Gmina Logan (hrabstwo Calhoun)

Położenie Gminy Logan w hrabstwie Calhoun

Gmina Logan (ang. Logan Township) – gmina w USA, w stanie Iowa, w hrabstwie Calhoun. Według danych z 2000 roku gmina miała 142 mieszkańców.